# Dianne Reeves
Dianne Reeves (Detroit, 23 ottobre 1956) è una cantante jazz statunitense, conosciuta tanto per le sue performance live, quanto per i suoi dischi.
Insieme con le sue pari Dee Dee Bridgewater, Diana Krall e Cassandra Wilson è considerata una delle più importanti interpreti femminili di jazz del nostro tempo.
Vive a Denver, Colorado.

## Infanzia
Dianne proviene da una famiglia dove la musica era di casa. Il padre, il quale morì quando Dianne aveva due anni, era anche lui un cantante. La madre, Vada Swanson, suonava la tromba. Un cugino, George Duke, è un tastierista e produttore molto noto.
Dianne e la sorella Sharon furono allevate dalla nonna a Denver Colorado. Ancora bambina Dianne prendeva lezioni di piano e cantava ad ogni occasione. All'età di 11 anni, il suo interesse per la musica fu accresciuto da un insegnante che le insegnò che la musica era il modo migliore per tenere gli studenti uniti. Dianne scoperse così l'amore per la musica ed il suo desiderio di diventare una cantante.
Suo zio Charles Burell, un bassista nella Denver Symphony Orchestra, la introdusse nel mondo delle cantanti jazz, da Ella Fitzgerald a Billie Holiday. Dianne rimase particolarmente impressionata da Sarah Vaughan.

## Carriera
- 1974

All'età di 16 anni cantava alla George Washington High School di Denver, in una big band delle scuole superiori. Quell'anno stesso la big band suonò ad un festival musicale (Convention of the National Association of Jazz Educators).
La sua band vinse il primo premio e fu lì che Dianne incontrò il trombettista Clark Terry, il quale, dopo averla scoperta, divenne il suo mentore.
- 1975

Un anno dopo, iniziò a studiare musica all'Università del Colorado, prima di trasferirsi, nel 1976, a Los Angeles. In L.A. il suo interesse per la musica latino americana si accrebbe e Dianne si cimentò in differenti espressioni vocali e decise di perseguire definitivamente la carriera di cantante. Conobbe Eduardo del Barrio ed andò in tour con il suo gruppo "Caldera". Cantò anche nella jazz band di Billy Child "Night Flights". Più tardi cantò in tour con Sérgio Mendes.
Dal 1983 al 1986 è stata in tour con Harry Belafonte come cantante principale. Questo periodo vede la sua prima esperienza con la world music.
Nel 1987 diventò la prima cantante a firmare per la Blue Note Records. Traslocò nuovamente a Denver da Los Angeles nel 1992. Ha cantato alla cerimonia di chiusura dei Giochi olimpici invernali del 2002 a Salt Lake City.

## Grammy Awards
Finora ha vinto 5 Grammy Awards per la migliore performance jazz vocale per i suoi album:
- 2001 In the Moment
- 2002 The Calling: Celebrating Sarah Vaughan
- 2003 A Little Moonlight
- 2006 Good Night, and Good Luck. (colonna sonora dell'omonimo film che ha raggiunto la quarta posizione nella classifica Jazz Albums)
- 2015 Beautiful Life

È l'unica cantante ad aver vinto questo Grammy per tre dischi consecutivi.

## Discografia
- 1977 - Welcome to My Love
- 1987 - Better Days
- 1988 - I Remember
- 1990 - Never Too Far
- 1991 - Dianne Reeves
- 1993 - Art & Survival
- 1994 - Quiet After the Storm
- 1996 - The Grand Encounter
- 1996 - Palo Alto Sessions
- 1997 - That Day
- 1997 - New Morning (live)
- 1999 - Bridges... (prodotto da George Duke)
- 2000 - In The Moment (live)
- 2001 - The Calling: Celebrating Sarah Vaughan
- 2002 - Best of Dianne Reeves
- 2003 - A Little Moonlight
- 2004 - Christmas Time is Here
- 2005 - Good Night, and Good Luck. (Soundtrack)
- 2007 - Music for Lovers, Blue Note
- 2008 - When you know - sesta posizione nella Jazz Albums
- 2013 - Beautiful life, Concord Music Group

## DVD
- Dianne Reeves "Live in Montreal" (Montreal International Jazz Festival 2000)
- Ravel Meet Gershwin - Dianne Reeves/Berliner Philharmoniker/Simon Rattle, 2003 EuroArts (live al Philharmonie Berlin)